# Distretto di Jaedae
Il distretto di Jaedae è un distretto della Liberia facente parte della contea di Sinoe.